# Boxen
 Denne artikel omhandler et spil. Opslagsordet har også en anden betydning, se Jyske Bank Boxen.
Danske Spils talspil Boxen er bedst kendt for, at både Hilda Heick og Keld Heick har været værter på det tv-program, hvor tallene til spillet blev trukket.
Selve spillet er et bankolignende spil, hvor man vinder 1. præmien, hvis man har Fuld plade, hvilket vil sige 18 tal blandt 75 mulige.
Inden det kommer så vidt, er der dog også gevinster til elementer kaldet Ramme og Centrum. TV-programmet er en quiz, der sendes på DR1, hvor seerne så samtidig kan sidde hjemme og krydse af på kvitteringerne. Selve spillet så dagens lys 26. august 2002, og tv-programmet, der hed Vind Boxen med Keld Heick som studievært, startede få dage senere – 1. september 2002.